# موش-کانگوروی روفوس
موش-کانگوروی روفوس (نام علمی: Aepyprymnus rufescens) نام یک گونه‌ی کیسه‌دار است که در استرالیا یافت می‌شود. این گونه، از نظر جثه بزرگ‌ترین کانگوروی موش‌وار است و در خطر انقراض نمی‌باشد.